# Поляков, Леонид Михайлович (хоккеист)
Леонид Михайлович Поляков (род. 15 апреля 1949) — советский хоккеист, нападающий.

## Биография
Воспитанник СДЮШОР ЦСКА, в сезоне 1966/67 провёл два матча в чемпионате СССР. Играл в командах низших лиг «Звезда» Чебаркуль (1968/69 — 1969/70), «Локомотив» Москва (1970/71), «Торпедо» Подольск (1971/72), «Станкостроитель» Рязань (1972/73 — 1974/75).
Победитель первого международного турнира юниоров (1967).
В 2016 году выпустил книгу «Влюбленные в хоккей», ставшую лауреатом конкурса научной, научно-популярной и образовательной литературы о хоккее с шайбой «Скажи свое слово о хоккее» благотворительного фонда Елены и Геннадия Тимченко и ФХР.